# Дормідонтовка (селище)
Дормідо́нтовка (рос. Дормидонтовка) — селище у складі Вяземського району Хабаровського краю, Росія. Адміністративний центр та єдиний населений пункт Дормідонтовського сільського поселення.

## Населення
Населення — 1426 осіб (2010; 1672 у 2002).